# Linksliberalismus
Als Linksliberalismus oder auch Sozialliberalismus wird eine politische Strömung bezeichnet, die Liberalismus und Elemente sozialer Politik verbindet.
Historisch ist linker Liberalismus, auch bürgerlicher Demokratismus bzw. Radikalismus, Fortschritt oder Freisinn genannt, nicht mit sozialem Liberalismus identisch. Im Fokus linksliberaler Strömungen des 19. Jahrhunderts stand vielmehr die konsequente Durchsetzung individueller Freiheitsrechte gegen die Ansprüche von Reaktion und Kirche. Linksliberale Parteiführer wie Eugen Richter lehnten hingegen den Aufbau eines Sozialstaats ab. Erst im 20. Jahrhundert vertraten führende Linksliberale wie Theodor Barth oder Friedrich Naumann vermehrt auch sozialpolitische Positionen. Zuweilen bezeichnen sich Linksliberale bis heute als radikaldemokratisch, worin zum Ausdruck kommt, dass die Bürger wesentlich mehr Einfluss auf das staatliche Handeln erlangen sollen, etwa durch einen Ausbau plebiszitärer Instrumente und im weiteren Sinne auch Bürgerräte.
Der Begriff ‚Sozialliberalismus‘ wurde 1891 von Theodor Hertzka eingeführt. Zuvor hatte Karl Grün bereits 1845 von ‚sozialem Liberalismus‘ geschrieben.

## Deutschland

### Merkmale
Aus der Betrachtung der politischen Geschichte Deutschlands im 20. Jahrhundert ergeben sich folgende Charakteristika des linken Liberalismus bzw. des Sozialliberalismus:
- „Soziale Öffnung“,[3] die zunächst zu einer Akzeptanz staatlicher Eingriffe in das Wirtschaftsleben und später zu eigenen Forderungen nach deren Ausweitung führte.
- Die Bereitschaft, Bündnisse oder Koalitionen mit der Sozialdemokratie einzugehen, die sich unter anderem in Stichwahlabkommen bei der Reichstagswahl 1912 oder der Bildung der Weimarer Koalition 1919 manifestierte – geleitet von der Überzeugung der linken Liberalen, „ihr auf die gesamte Gesellschaft gerichtetes Reformprogramm primär gemeinsam mit der Sozialdemokratie realisieren zu können.“[4]
- Hohe Affinität zu pazifistischen Positionen. Die zunächst als „bürgerliche Reformbewegung“[5] anzusehende Friedensbewegung wurde – abgesehen von religiös motivierten Gruppierungen – überwiegend von Linksliberalen getragen.[6]

Der seit den 1980er Jahren an Bedeutung gewinnende „gesellschaftspolitische Linksliberalismus“ strebt die „Erweiterung der subjektiven Rechte des Individuums“ sowie eine „kulturelle Diversität“ der Gesellschaft an.

### Anfänge
Eine als „Sozialliberalismus“ zu bezeichnende Strömung lässt sich in Deutschland schon seit Mitte des 19. Jahrhunderts beobachten. Die Bestrebungen, eine liberale Antwort auf die soziale Frage zu finden, führten 1873 zur Gründung des Vereins für Socialpolitik. Auch die 1868 gebildeten Hirsch-Dunckerschen Gewerkvereine sind dem sozialliberalen Spektrum zuzuordnen.

### Deutsches Kaiserreich

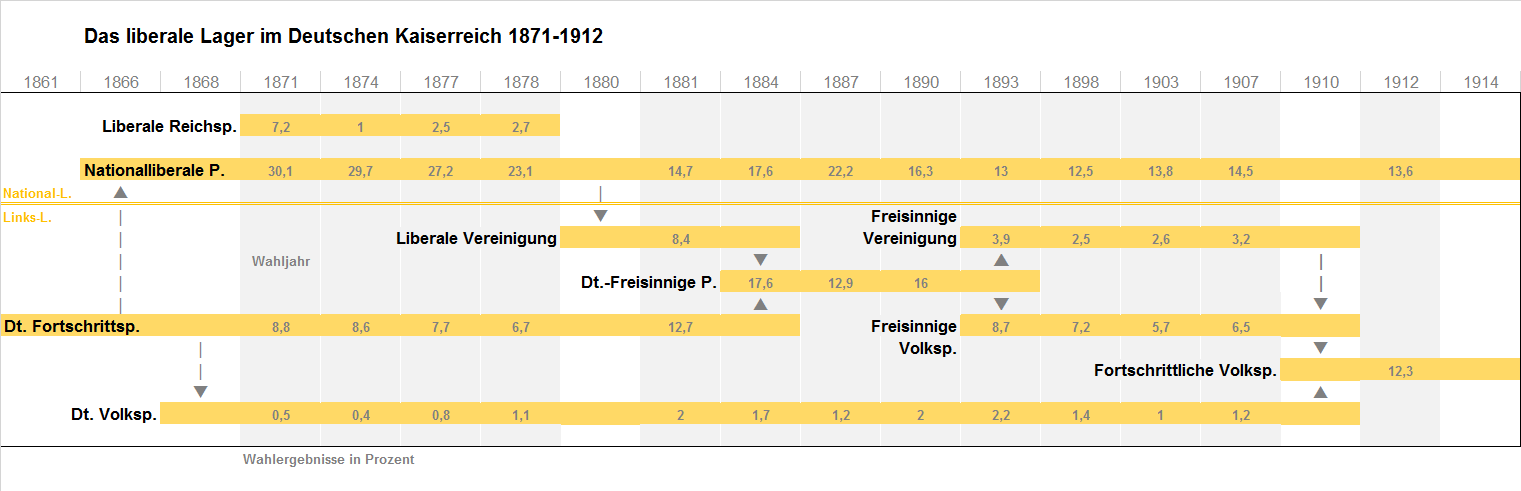
Wahlergebnisse liberaler Parteien im Deutschen Kaiserreich 1871–1912

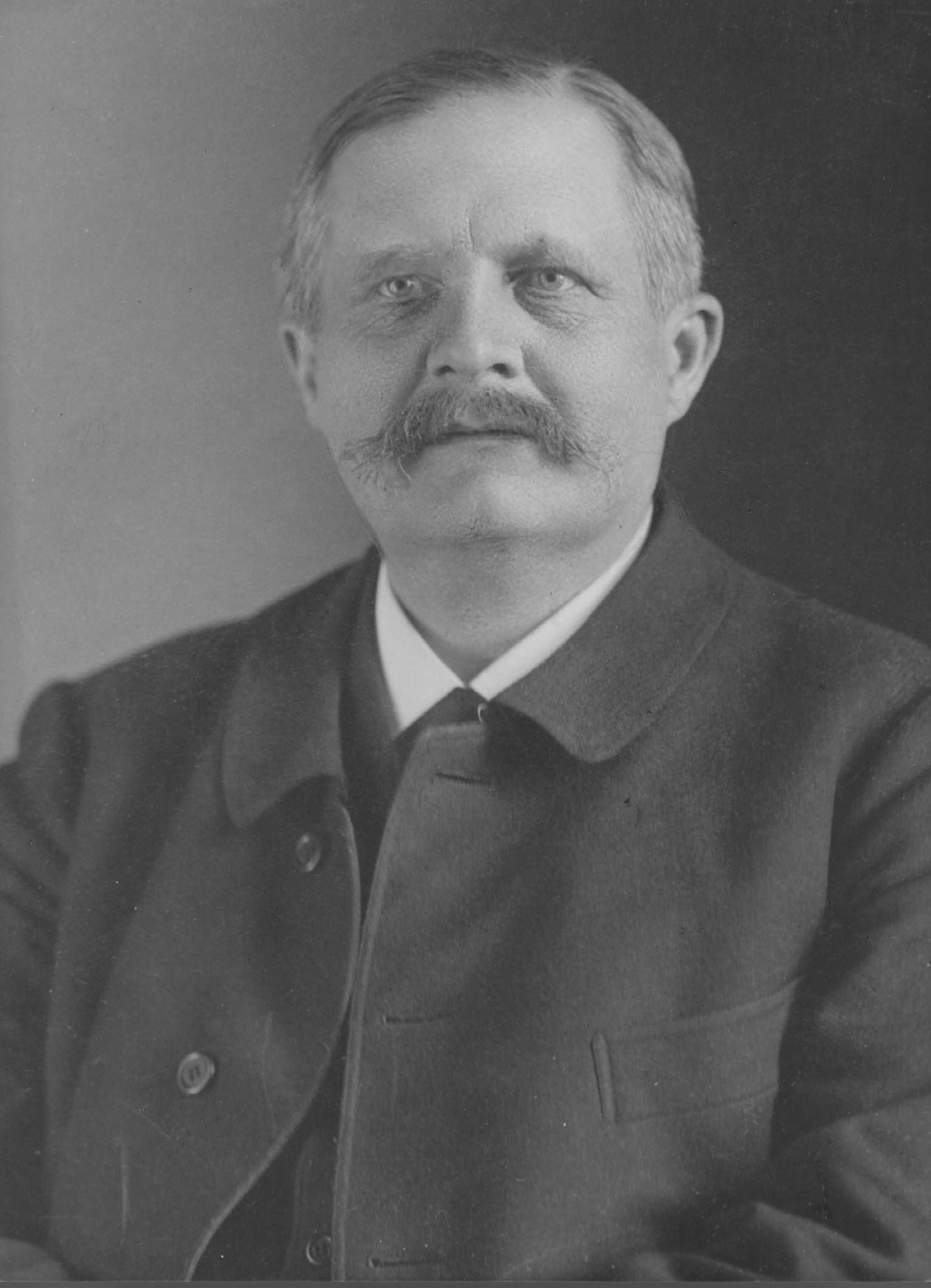
Friedrich Naumann

Im Deutschen Kaiserreich (1871–1918) gab es eine große Zersplitterung des liberalen Parteienspektrums mit zahlreichen Abspaltungen und Neugründungen. Als linksliberal bezeichnet werden für diese Zeit in der Regel die Gruppierungen, die sich – oft unter dem Etikett freisinnig oder fortschrittlich – „in bewusster Distanzierung“ von der Bismarck unterstützenden und als konservativ geltenden Nationalliberalen Partei organisierten. Namhafte linksliberale Politiker dieser Epoche waren Eugen Richter, Theodor Barth, Max Hirsch, Franz August Schenk von Stauffenberg und Friedrich Naumann. Der von Naumann 1896 gegründete Nationalsoziale Verein hatte als erste bürgerliche Partei eine sozialliberale Ausrichtung und brachte durch seinen 1903 erfolgten Anschluss an die Freisinnige Vereinigung diese Strömung im linksliberalen Parteienspektrum stärker zur Geltung, während dort bis dahin der „Kampf um politische Freiheiten eindeutige Priorität“ gegenüber der Sozialen Frage besaß. 1910 schlossen sich die verschiedenen linksliberalen Parteien mit Ausnahme der kleinen Demokratischen Vereinigung zur Fortschrittlichen Volkspartei zusammen. Seitdem wird in der deutschsprachigen Publizistik und Fachliteratur überwiegend der Begriff „Linksliberalismus“ zur Kennzeichnung dieser Strömung verwendet.

### Weimarer Republik

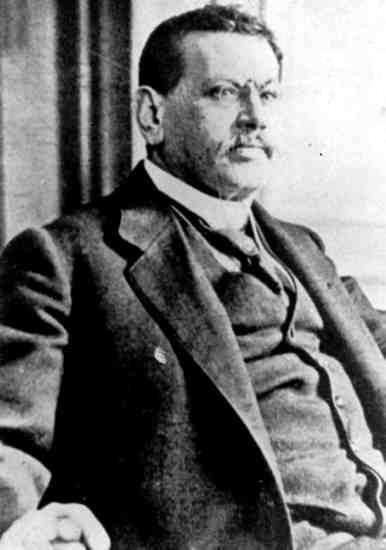
Hugo Preuß

Für die Zeit der Weimarer Republik (1919–1933) wird die Deutsche Demokratische Partei (DDP; seit 1930: Deutsche Staatspartei) als linksliberal angesehen, in Abgrenzung zur als rechtsliberal bezeichneten Deutschen Volkspartei (DVP). Zu den Gründern der DDP gehörten neben Theodor Wolff, Otto Fischbeck und Alfred Weber auch dessen Bruder, der Soziologe Max Weber, und der ehemalige Nationalsoziale Friedrich Naumann. Ein weiterer Mitgründer, der Jurist Hugo Preuß, wurde „Vater“ der Weimarer Verfassung.
Bedeutsam für die Entwicklung des Weimarer Linksliberalismus war auch Anton Erkelenz, von 1923 bis 1929 Vorsitzender des Parteivorstandes der DDP und bis zu deren Verbot im Jahre 1933 Vorsitzender der liberalen Hirsch-Dunckerschen Gewerkvereine.
Als weitere bedeutende linksliberale Persönlichkeit in diesem Zeitraum gilt Ludwig Quidde, der Friedensnobelpreisträger des Jahres 1927. Er war 1930 auch beteiligt, als sich der linke Flügel der DDP im Zuge ihrer Umwandlung in die Staatspartei abspaltete und die pazifistisch ausgerichtete Radikaldemokratische Partei gründete, die in der Endphase der Republik allerdings bedeutungslos blieb.

### Widerstand und Exil 1933 bis 1945
Der organisierte Linksliberalismus hat im Kampf gegen die nationalsozialistische Herrschaft so gut wie keine Spur hinterlassen. Zu erwähnen sind lediglich einzelne Persönlichkeiten und ihr Einsatz, darunter das Wirken Hellmut von Gerlachs im Pariser Exil, der sich dort in der Liga für Menschenrechte engagierte und Anteil nahm an der Nobelpreis-Kampagne für Carl von Ossietzky, oder die vor allem in Norddeutschland operierende Robinsohn-Strassmann-Gruppe, die überwiegend aus ehemaligen Mitgliedern der DDP und ihrer Jugendorganisation bestand.

### Bundesrepublik Deutschland

#### Entwicklung in der Bonner Republik

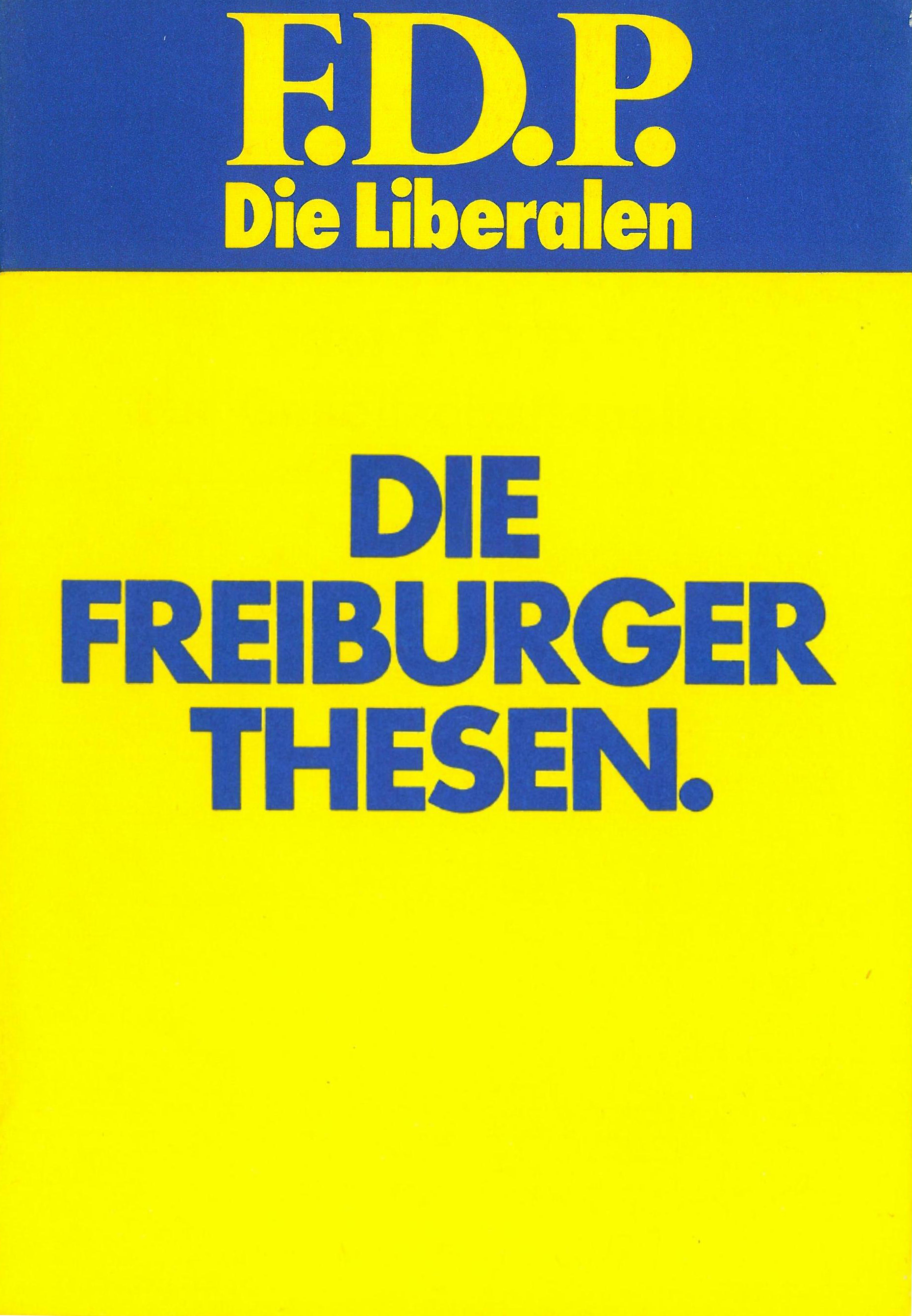
Druck der Freiburger Thesen

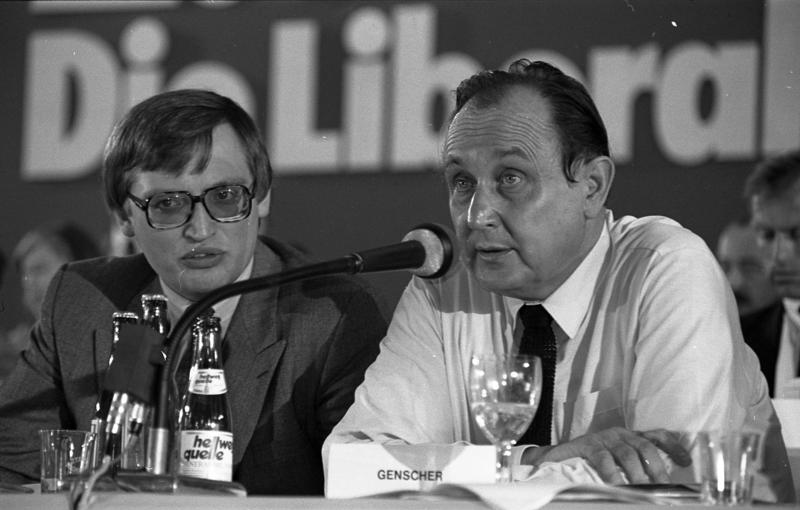
Günter Verheugen und Hans-Dietrich Genscher beim FDP-Bundesparteitag 1981

Logo der Liberalen Demokraten

Mit der 1948 gegründeten FDP entstand erstmals eine Partei, die das gesamte liberale Spektrum umfasste. In der Anfangsphase differierte die politische Ausrichtung der Landesverbände teilweise erheblich, wobei linksliberale Traditionen vor allem in Baden-Württemberg und den Stadtstaaten Hamburg und Bremen vorherrschten, während sich besonders in Nordrhein-Westfalen und Hessen starke nationalliberale Tendenzen zeigten.
Stärker wurde der linke Flügel der FDP seit Mitte der 1960er Jahre in der Zeit der Notstandsgesetze, Großen Koalition und außerparlamentarischen Opposition, als ein Teil der studentenbewegten Kräfte, der weniger revolutionäre als reformorientierte Strategien verfolgte, sich der FDP oder den Jungdemokraten anschloss.
Am politisch einflussreichsten war der Linksliberalismus in der Bundesrepublik Deutschland zwischen 1969 und 1982, als die FDP mit der SPD die Sozialliberale Koalition bildete und sich mit den 1971 verabschiedeten Freiburger Thesen – flankiert von der „Streitschrift“ Noch eine Chance für die Liberalen ihres damaligen Generalsekretärs Karl-Hermann Flach – zu einem „demokratischen und sozialen Liberalismus“ bekannte.
Der als „Wende“ bezeichnete Kurswechsel des Jahres 1982, der zum Ende der sozialliberalen Koalition auf Bundesebene und einem Bündnis der Liberalen mit der CDU/CSU führte, wurde vom linken Flügel der FDP teilweise nicht mitgetragen. In der Folge verließen zahlreiche Linksliberale die Partei und trugen zum in der Geschichte der FDP bislang größten Rückgang der Mitgliederzahl bei. Viele der linken Freidemokraten traten in die SPD ein, darunter Günter Verheugen, Ingrid Matthäus-Maier und Andreas von Schoeler.
Gleichzeitig löste sich der Jugendverband der FDP, die radikaldemokratisch und anti-kapitalistisch eingestellten Deutschen Jungdemokraten, von der Partei. Zum neuen Jugendverband wurden die zwei Jahre zuvor gegründeten Jungen Liberalen. Die von den Jungdemokraten unterstützte Neugründung Liberale Demokraten unter Führung von Ulrich Krüger und Theo Schiller blieb politisch bedeutungslos; ein Teil ihrer Mitglieder wechselte später zu den Grünen, darunter die spätere Bundestagsabgeordnete Irmingard Schewe-Gerigk. Gescheitert ist der Versuch, durch „Liberale Vereinigungen“, deren Bundesverband zeitweise von der nach ihrem Austritt aus der FDP parteilosen Helga Schuchardt geleitet wurde, für die in verschiedenen Parteien organisierten Linksliberalen weiterhin eine gemeinsame Plattform zu schaffen.

#### Entwicklung in der Berliner Republik

##### Bündnis 90/Die Grünen
Von den neuen politischen Organisationen, die sich 1989/90 aus den oppositionellen Bürgerrechtsbewegungen der DDR entwickelten, kann am ehesten das Bündnis 90 als „sozial-“ oder „linksliberal“ eingestuft werden, das sich 1992/93 mit den Grünen zum Bündnis 90/Die Grünen zusammenschloss. Diesem ist es danach gelungen, im linksliberalen Wählermilieu Fuß zu fassen.
Zu Beginn des Jahres 2018 formulierten Annalena Baerbock und Robert Habeck als neu gewählte Parteispitze von Bündnis 90/Die Grünen das Ziel, die Grünen mit einem Bekenntnis zur „integrativen Gesellschaft“ als linksliberale Partei im deutschen Parteienspektrum positionieren zu wollen.

##### FDP
Die linksliberalen Strömungen der FDP – Freiburger und Sylter-Kreis – verlieren seit den 1980ern fortwährend an Bedeutung und Mitgliederzahl.
Bekannte Repräsentanten waren bzw. sind:
- Alexander Alvaro
- Gerhart Baum († 2025)
- Carola von Braun
- Christoph Giesa
- Miriam Gruß
- Burkhard Hirsch († 2020)
- Nadja Hirsch
- Gyde Jensen
- Sebastian Körber
- Konstantin Kuhle
- Gesine Meißner
- Sabine Leutheusser-Schnarrenberger

##### Kleinparteien
Die 1982 gegründeten Liberalen Demokraten – Die Sozialliberalen existieren noch heute, konnten jedoch bisher nur kommunale Mandate erringen.
Die seit 1993 existierende Partei Mensch Umwelt Tierschutz (kurz: Tierschutzpartei), welche bei den Europawahlen 2014 und 2019 jeweils ein Mandat errang, vertritt in ihrer Wirtschaftspolitik hauptsächlich sozialliberale Positionen und bezeichnet sich in ihrem Wahlprogramm zur Bundestagswahl 2021 auch selbst als „sozialliberale Partei“.
Die ab der Europawahl 2009 bekannter gewordene Piratenpartei entwickelte sich zu einer überwiegend linksliberal ausgerichteten Partei. Verschiedene Vertreter der Piraten selbst verwenden die Bezeichnung gern für sich. Der Landesparteitag Nordrhein-Westfalen beschloss am 5. April 2014 ein Positionspapier, dem zufolge er „die Piratenpartei Deutschland im Selbstverständnis […] als sozialliberale Partei“ betrachtet.
Ende August 2014 kündigten der ehemalige Hamburger FDP-Senator Dieter Biallas und der ehemalige Vize-Parteichef der Hamburger FDP, Najib Karim, die Gründung einer neuen linksliberalen Partei an. Karim war im Monat zuvor aus der FDP ausgetreten. Der Gründungskreis trat unter dem Namen Neue Liberale an die Öffentlichkeit. 2019 benannte sich die Partei in „Die Sozialliberalen“ um. Im Juni 2021 wandelte sich die Partei in einen Verein um, ein Großteil der Mitglieder schloss sich Volt Deutschland an. Der deutsche Ableger der paneuropäischen Partei Volt trat erstmals 2021 zur Bundestagswahl an und bekannte sich im Wahlprogramm zu einer „sozial-liberalen Wirtschaftspolitik“.
Die im Jahr 2020 gegründete Partei des Fortschritts (PdF) ist ebenfalls dem linksliberalen Spektrum zuzuordnen, obwohl sich die Partei jenseits des Links-Rechts-Schemas sieht.

## Schweiz
Die Liberalsozialistische Partei war eine linksliberale Schweizer Partei, aktiv von 1946 bis 1990.
Eine sozialliberale und später auch ökologisch orientierte Schweizer Partei war der Landesring der Unabhängigen, der von 1936 bis 1999 existierte und seinen Höhepunkt in den Jahren um 1970 hatte.
Die Sozialdemokratischen Partei der Schweiz (SP) hat seit Juni 2021 eine parteiinterne „sozialliberale Reformplattform“, diese ist gleichberechtigt mit anderen internen Parteizusammenschlüsse wie die Juso. Sie wird von ihren Kritikern auch als „rechter Flügel der SP“ bezeichnet.
Die Grünliberale Partei (GLP) wird oft als sozialliberal bezeichnet, da sie eine nachhaltige Umweltpolitik mit liberalen wirtschaftlichen Prinzipien kombiniert und sich für Chancengerechtigkeit und faire Rahmenbedingungen einsetzt. Mehrere prominente Mitglieder der Sozialdemokratischen Partei (SP) wechselten zur GLP, da sie die SP als zu ideologisch und dogmatisch links empfanden, wodurch sie nicht mehr in der Lage war, sozialliberale Positionen abzubilden, was zu Spannungen und einem Verlust von Kommissionssitzen führte.

## Außerhalb des deutschsprachigen Raums
Über lange Zeit war der Linksliberalismus in Form des Radikalismus vor allem in Frankreich stark verwurzelt. Wichtigster historischer Proponent des Radikalismus war die Radikale Partei, die über viele Jahrzehnte – bis in die Mitte des 20. Jahrhunderts – die französische Politik dominierte. Der Parti Radical war im Gegensatz zu sozialistischen oder kommunistischen Strömungen der Vertreter des „radikalen“ Bürgertums, das in Frankreich auf eine lange Tradition zurückblickt.
In mehreren europäischen Ländern gibt es liberale Parteien, die sich links der Mitte positionieren und meist einer mehr rechts orientierten liberalen Partei gegenüberstehen. Dies sind zum Beispiel GroenLinks in den Niederlanden und die kleine Parti Radical de Gauche in Frankreich, die sich als ideologische Nachfolgerin der Parti Radical betrachtet. In Polen war dies etwa die Partia Demokratyczna, die aus der liberalen und bis Mitte der 1990er Jahre in Regierungsverantwortung stehenden Unia Wolności hervorgegangen war und der rechtsliberalen Platforma Obywatelska von Donald Tusk gegenüberstand, mit deren Abspaltung Europejscy Demokraci sie schließlich fusionierte sowie die progressive Twój Ruch von Janusz Palikot. Des Weiteren die Liberal Democrats in Großbritannien, die Democraten 66 in den Niederlanden oder Det Radikale Venstre in Dänemark, die sich als am weitesten links stehende der liberalen Parteien Europas einordnen lässt. Für die Bestimmung ihrer politischen Position werden in diesen Ländern an Stelle des in Deutschland gängigen Terminus Linksliberalismus unter anderem Begriffe wie sozialer, progressiver, radikaler oder neuer Liberalismus verwendet.